# Los Meteoros
Los Meteoros fueron un grupo musical español procedente de Guipúzcoa (País Vasco, que desarrolló su actividad durante los años 60 y 70. Versioneaban canciones populares del pop y el rock de la época mostrando una clara influencia por grupos como The Beatles, los Brincos o los Pekenikes.

## Historia

### Inicios
A mediados de la década de los 60, el mundo musical había sufrido una gran transformación con la aparición en el panorama Pop y Rock internacional de grupos como The Beatles, The Rolling Stones o The Beach Boys. Esa corriente poco a poco fue calando en la juventud española, lo que provocó la paulatina formación de cada vez más grupos musicales como Los Brincos, Los Pekenikes o Los Mustang. Bajo esa influencia, cuatro jóvenes de los municipios de Villarreal de Urrechua y Zumárraga, en la provincia de Guipúzcoa, decidieron dar el paso de formar su propia banda. Habían nacido Los Meteoros.

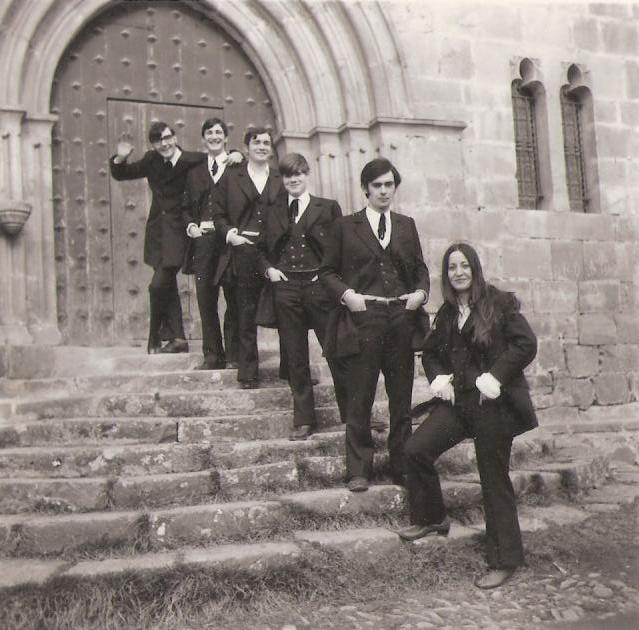
De izquierda a derecha: Leopoldo, Julio, Enrique, Barriola, Juanjo y Luci

La primera formación estuvo integrada por Francisco Ganuza “Paco”, como cantante y guitarra, Julio a la guitarra, Juan José Hernández “Juanjo” al bajo y Pepe a la batería, dando comienzo con ellos los primeros ensayos y conciertos del grupo.

### Cambios y años siguientes
Poco después de su formación, Paco y Pepe se ven obligados a abandonar el grupo al ser llamados al servicio militar. Se producen entonces los primeros cambios con la incorporación de Lucía Enrique “Luci” como nueva cantante y Leopoldo como nuevo batería, al mismo tiempo que el grupo aumenta con el ingreso de Enrique Sanz a la guitarra y las voces y del legazpiarra Javier Barriola en los teclados.
El grupo actúa en todo el territorio guipuzcoano, aunque especialmente en la cuenca del Urola, siendo asiduos a los frontones y salas de fiestas de aquella época interpretando los éxitos musicales que más sonaban, junto con otras formaciones como Los Simbas, Los Zubis, Los Nekes o Los Ches. Salas de fiestas como el Golden de Villarreal de Urrechua, el Sol y Luna de Zumárraga, el Izarra de Azkoitia o la Cabaña del tío Tom (posteriormente denominada Jazzberri), fueron habituales escenarios en los que Los Meteoros interpretaban sus versiones de los Beatles, Los Brincos o Los Mustang, entre otros.
El trabajo de Los Meteoros llega a ser recompensado incluso con premios otorgados en algunos concursos y festivales de la canción que se popularizaron en aquella época y donde el grupo llegó a coincidir con otras formaciones y artistas como Kurt Savoy, Benito Lertxundi o el grupo Top Ten en el que tocaba José Luis Campuzano, más conocido como “Sherpa”, que posteriormente sería uno de los fundadores del conocido grupo de heavy metal español Baron Rojo. 

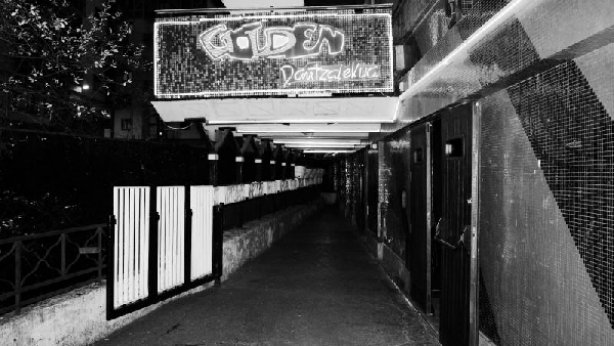
Golden era una de las habituales salas de fiestas donde tocaban Los Meteoros

### Nuevos cambios y disolución
Comienzan a darse varios cambios y reestructuraciones nuevas dentro del grupo. La cantante, Luci, abandonaría la formación, seguida de Barriola, que sería sustituido en los teclados por Bosque. Más adelante se produce el retorno y reingreso de los miembros que habían acudido al servicio militar, sin embargo, en el grupo ya empezaba a notarse cierto desgaste y cada vez eran mayores las discrepancias entre sus integrantes. En sus últimos coletazos se llegó a incorporar una nueva cara a la formación con el ingreso de José Ángel Rodríguez “Campeón”, que venía de haber formado parte de otros grupos como Los Babys, pero la cosa no termina de encauzarse y finalmente Los Meteoros se disuelven definitivamente.

## Después de Los Meteoros
Varios de los miembros del grupo siguieron relacionados con la música de una u otra manera después de la disolución del grupo.

### Francisco Ganuza “Paco”
En la actualidad sigue cantando como integrante del grupo Hator.

### Javier Barriola
Después de abandonar Los Meteoros paso por diversos grupos como Clan 5, donde llegó a coincidir con “Campeón”, y posteriormente llegó a dirigir a varias corales y bandas. Actualmente suele participar en las populares afari kantas que suelen celebrarse anualmente en diversos municipios guipuzcoanos. 

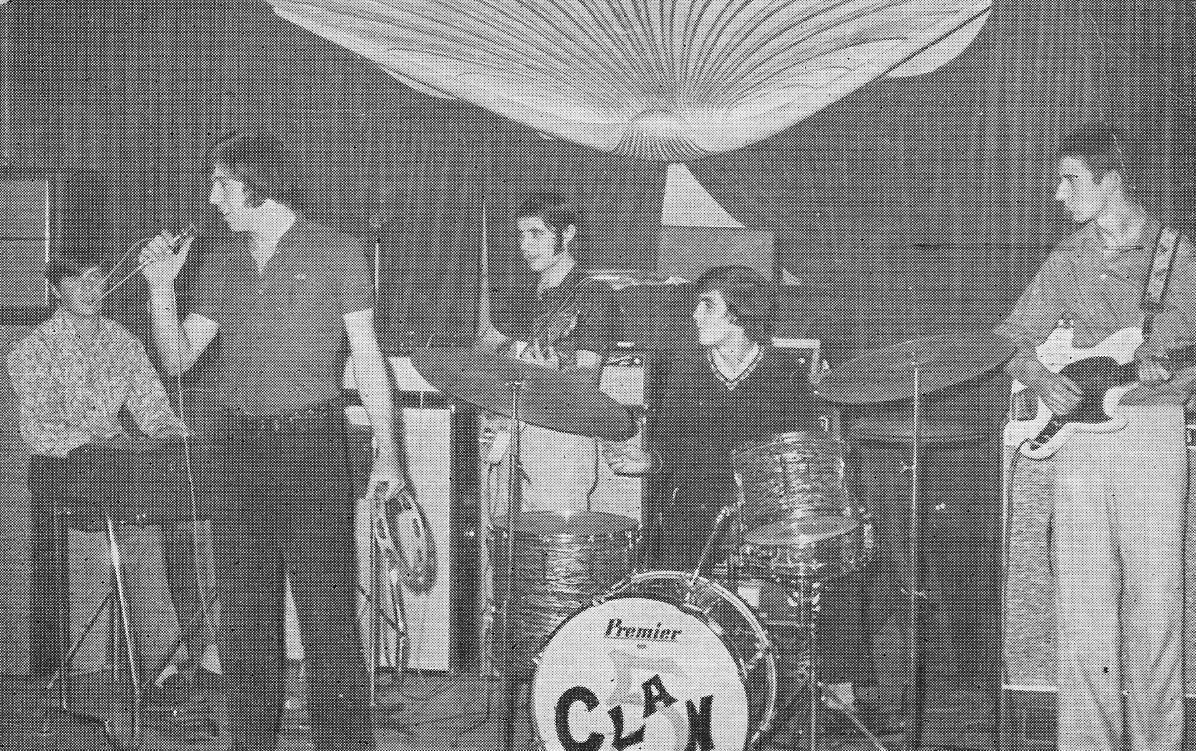
Barriola y "Campeón" (primero y segundo desde la izquierda respectivamente) con el grupo Clan 5

### José Ángel Rodríguez “Campeón”

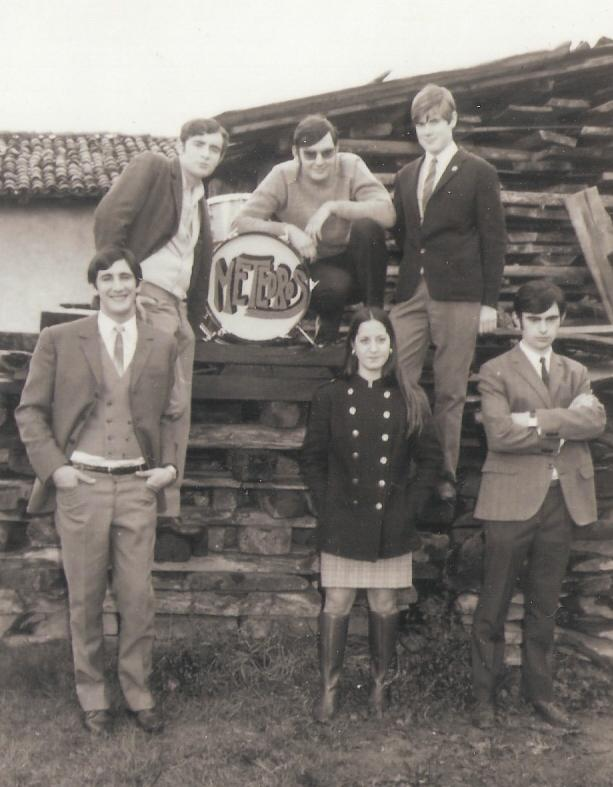
Los Meteoros posando frente a la chabola del campito